# 미녀는 괴로워 (영화)
"미녀는 괴로워"는 2006년 하반기에 개봉한 대한민국의 영화이다.

## 캐스팅
- 주진모 : 한상준 역
- 김아중 : 강한나 / 제니 역
- 성동일 : 최 사장 역
- 김현숙 : 박정민 역
- 임현식 : 한나 아빠 역
- 이한위 : 이공학 역
- 지서윤 : 아미 역
- 박노식 : 자장면 스토커 역
- 명규 : 현덕 역
- 베니 : 핑크 역
- 정성윤 : 핑크 매니저 역
- 박휘순 : 철수 다이어트제품 판매 역
- 구본임 : 택시 아줌마 역
- 조석현 : 중고차 영업맨 역
- 노진원 : 방송국 AD 역
- 정민성 : 응급실 인턴 역
- 김영무 : 이공학 인턴 역
- 이수연 (우정출연)
- 이범수 : 택시기사 역 (특별출연)
- 김용건 : 최 회장 역 (특별출연)
- 이원종 : 꽃도령 역 (특별출연)
- 류승수 : 교통경찰 1 역 (특별출연)
- 김지석 : 숯검댕이 사우나기계 판매역 (특별출연)

## 사운드트랙
2006년 12월 14일에 블렌딩을 통해서 발매됐다. 
| #             | 제목                                      | 작사                     | 작곡                     | 편곡          | 재생 시간 |
| ------------- | ----------------------------------------- | ------------------------ | ------------------------ | ------------- | --------- |
| 1.            | 〈Beautiful Girl〉 (김아중)               | 이재학                   | 이재학                   | 이재학        | 1:49      |
| 2.            | 〈별〉 (유미)                             | 이재학                   | 이재학                   | 이재학        | 5:01      |
| 3.            | 〈Maria〉 (김아중)                        | Jimmy Destri             | Jimmy Destri             | 이재학        | 3:07      |
| 4.            | 〈슈퍼스타〉 (러브홀릭)                   | 이재학                   | 이재학                   | 러브홀릭      | 3:19      |
| 5.            | 〈Dance with my daddy〉 (알렉스)          | 이재학 알렉스            | 이재학                   | 이재학        | 3:00      |
| 6.            | 〈You don't know I love you〉 (유원형)    | 이재학                   | 이재학                   | 이재학        | 4:08      |
| 7.            | 〈튜울립 (Feat. 종휘)〉 (베니(상상밴드))  | 베니(상상밴드)           | 쇼기                     |               | 3:19      |
| 8.            | 〈Miss Much You〉 (유미)                  | Terry Lewis James Harris | Terry Lewis James Harris | 한재원 이재학 | 3:26      |
| 9.            | 〈Beautiful Girl (Teaser Ver.)〉 (김아중) | 이재학                   | 이재학                   | 이재학        | 1:29      |
| 10.           | 〈바보처럼〉 (김형중)                     | 이재학                   | 이재학                   | 이재학        | 4:01      |
| 11.           | 〈별 (Original Dialog Ver.)〉 (김아중)    | 이재학                   | 이재학                   | 이재학        | 2:04      |
| 총 재생 시간: | 총 재생 시간:                             | 총 재생 시간:            | 총 재생 시간:            | 총 재생 시간: | 34:43     |